# Pecsince
Pecsince (szerbül: Pećinci, Пећинци) település Szerbiában, a Vajdaságban, a Szerémségi körzetben, Pecsince községben.

## Demográfiai változások
| 1948 | 1953 | 1961 | 1971 | 1981 | 1991 | 2002 |
| ---- | ---- | ---- | ---- | ---- | ---- | ---- |
| 1276 | 1299 | 1414 | 1700 | 2232 | 2422 | 2659 |